# Toyota MR2
Toyota MR2 er en bilmodel produceret af Toyota Motor Company mellem 1984 og 2005.
MR2 står for Mid-engined Rearwheel Drive 2 Seater, dvs. en 2-sædet centermotorbil.
MR2'eren er en ægte centermotorbil, på både godt og ondt. Godt, fordi det er, og bliver, den mest optimale vægtfordeling i en sportsvogn. Ondt, fordi den i hænderne på en uerfaren og overmodig kører (en farlig cocktail i enhver bil!) kan medføre kraftig overstyring (dvs. bilen spinder rundt).
MKI'eren er i skrivende stund mellem 16 og 20 år gammel, og selv om kvaliteten på MR2'erne er typisk Toyota og dermed ligger godt over gennemsnittet, begynder alderen at melde sig. Det kan derfor være svært at finde velholdte biler i dag. De biler som er (hysterisk) velholdte skifter sjældent ejere.
Det er derfor også i disse år det vil vise sig om MR2'eren bliver den klassiker som mange mener den fortjener.

## Historie
Toyota MR2 blev præsenteret første gang på Tokyo Motorshow i 1984 og blev solgt første gang i Danmark i 1985.
- 1985: Introduktion i Danmark
- 1987: Targaversion introduceres, både modeller med og uden Targa-tag faceliftes
- 1989: Produktionen af første model (MKI) stoppes
- 1989: Produktionen af anden model (MKII) starter
- 1990: MKII introduceres i Danmark
- 1995: MKII importeres ikke længere til Danmark
- 1999: Produktionen af MKII stopper i Japan
- 1999: MR-S (eller MR-J som den også kaldes) præsenteres på Tokyo Motorshow.
- 2000: MR2 (MKIII) introduceres i Danmark
- 2005: Toyota beslutter at stoppe produktionen af MR2-modellen fra 2006

De første årgange – MKI-modellen – er de mest solgte i Danmark. Det skyldes dels deres oprindelige popularitet, dels prissætningen på MKII modellen som mange mente blev alt for dyr. (Samme historie som med Supra'en). MKI-modellen blev populær i GTI-80'erne, hvor MR2'en konkurrerede med Golf GTI MKI, Honda CRX og Escort RS2000.